# アルフレッド・ナトホルスト

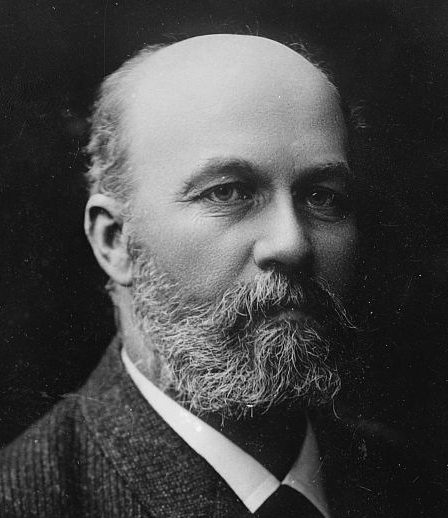
アルフレッド・ナトホルスト

アルフレッド・ナトホルスト（Alfred Gabriel Nathorst、1850年11月7日 - 1921年1月20日）は、スウェーデンの極地探検家、地質学者、古植物学者である。姓はナトルストやナトールストのようにも転写される。

## 生涯
セーデルマンランド地方の Väderbrunn に生まれた。チャールズ・ライエルの『地質学原理』（ "Principles of Geology"）を読んで地質学への興味をもち、21歳のときイギリスのライエルのもとを訪ねた。1873年から1884年の間、スウェーデンの地質調査所の職員を務め、その後、スウェーデン自然史博物館の古植物、化石植物部門の学芸員を務めた。
1870年にHjalmar Wilanderとスピッツベルゲン島を訪れ、1882年にイェラルド・ドゥ・イェールと再びスピッツベルゲン島を訪れた。1883年にアドルフ・エリク・ノルデンショルドに率いられたソフィア号のグリーンランド探検に参加した。1898年にはビュルネイ島、スヴァールバル諸島、コングカルルス諸島を訪れ、1899年に再びグリーンランドを訪れた。1899年のグリーンランド探検では1897年に気球による極地探検で行方不明になったサロモン・アウグスト・アンドレーの隊員を探すことも目的のひとつであったが何の痕跡もみつけることができなかった。これらの旅行の記録は『北極海の2度の夏』（"Två sommrar i Norra Ishavet"）などに記された。
1871年に北欧の氷河土壌中に発見された微小化石の研究から始め、後氷期の植物相と植生の発達を研究した。北極の古生代から中生代にかけての地層や、日本に分布する第三系から産出した化石植物の研究を行うことで、古植物学者として高い評価を得た。例えば、1883年に長崎県茂木町の新第三系鮮新統から得られた植物化石を報告した。これは1878年よりノルデンショルトが捕鯨船ヴェガ号で行ったユーラシア大陸を一周する航海の途中で、日本に寄港した際に入手したものである。ナトホルストは本州以南の32地点の化石産地をまとめ、日本では中新世と鮮新世の境界で植物相が激変したことを明らかにした。
グリーンランドの植生について、オイゲン・ワルミングと論争を行い、ワルミングがグリーンランドの植物が後氷河期から継続したものであるとするのに対して、ナトホルストはすべての植物が帰化したものであることを主張した。
スウェーデン王立科学アカデミーなど多くの学術団体の会員に選ばれた。
ユキノシタ属の植物化石である Saxifraga nathorstii や白亜紀の小葉植物ナトルスティアナ Nathorstiana、化石のトンボの Williamsonia nathorstii などの学名に献名されている。

## 著書
- Alfred Gabriel Nathorst: Zur oberdevonischen Flora der Bären-Insel. Kongl. Svenska Vetenskaps-Akademiens Handlingar; N.F., 36,3: 60 S., Stockholm 1902
- Alfred Gabriel Nathorst: Die oberdevonische Flora des Ellesmere-Landes. In: W. C. Brøgger et al. (Hrsg.): Report of the Second Norwegian Arctic Expedition in the Fram 1898–1902. Bd. 1, Videnskabs-Selskabet, Kristiania 1904, S. 1–22
- Alfred Gabriel Nathorst: Beiträge zur Geologie der Bären-Insel, Spitzbergens und des König-Karl-Landes. 1910
- Alfred Gabriel Nathorst: Zur Devonflora des westlichen Norwegens. Bergens Museums årbok ; 1914/15, Nr. 9, 34 S. Bergen 1915
- Alfred Gabriel Nathorst: Zur paläozoischen Flora der arktischen Zone : Enthaltend d. auf Spitzbergen, auf d. Bären-Insel u. auf Novaja Zemlja von den schwed. Expeditionen entdeckten paläozoischen Pflanzen. Kungliga Svenska Vetenskapsakademien, Handlingar, Ny följd., 26(4): 80 S., Stockholm 1894.